# Alfred Schnerich
Alfred Schnerich (* 22. Oktober 1859 in Tarvis; † 29. April 1944 in Wien) war ein österreichischer Musikwissenschaftler und Kunsthistoriker.

## Leben und Werk
Schnerich studierte von 1881 bis 1883 Theologie an der Universität Graz und von 1883 bis 1887 Kunstgeschichte und Archäologie an der Universität Wien. Von 1885 bis 1887 absolvierte er daneben einen Ausbildungskurs am Institut für österreichische Geschichtsforschung. 1888 promovierte er mit der kunstgeschichtlichen Arbeit Studien über den Dom zu Gurk und dessen Vorbilder (Phil. Dissertation Wien, 1888).
1889 trat er als Volontär in die Wiener Universitätsbibliothek ein und wurde 1894 Amanuensis, 1900 Skriptor, 1907 Kustos, 1911 Oberbibliothekar. Ab dieser Zeit leitete er
das Referat für Kunst- und Musikwissenschaften. 1920 wurde er in dieser Funktion zum Regierungsrat ernannt. 1922 wurde seine Stelle „zwangsabgebaut“. Schnerichs besonderes Interesse galt der Kirchenmusik des 18. und 19. Jahrhunderts. Er stand gegen den Cäcilianismus für die instrumentale Kirchenmusik insbesondere für die Orchestermesse ein.
Neben kunstgeschichtlichen Arbeiten verfasste Schnerich folgende Werke: Der Messentypus von Haydn bis Schubert (Wien 1892) erweitert als Messe und Requiem seit Haydn und Mozart (Wien 1909), Die Frage der Reform der katholischen Kirchenmusik (Wien 1901), Unsere Kirchenmusik und P.M. Horn (Wien 1911), Joseph Haydn und seine Sendung (Wien 1921, 1926), Geschichte der Musik in Wien und Niederösterreich (Leipzig 1921), Joseph Haydn. Leben und Wirken des großen Meisters (Wien 1923), Die kirchliche Tonkunst. Ein Wegweiser als Ergänzung zu jedem Musik-Handbuch. (Augsburg 1927). Schnerich gab Mozarts Requiem als Faksimile heraus (Wien 1914) ebenso die Denkmäler liturgischer Tonkunst (Wien 1925).
Seine Schwester Maria (Marie) (1854–1927), eine ausgebildete Liedersängerin, agierte an der Seite ihres Ehemannes, des in Graz im Finanzdienst tätigen promovierten Juristen und Musikers Julius Weis Ritter von Ostborn (1862–1927), im Grazer Chorgeschehen sowie als Gastgeberin im Tonhof (Maria Saal).